# Най Кхан
Най Кхан (ок. 1476—1526 или 1529) — камбоджийский военный деятель, в 1508 году поднявший восстание против короля Срей Соконтхор Вата и провозгласивший королём себя; в 1512—1516 годах был единственным правителем Камбоджи.
Его точная дата рождения неизвестна. В кхмерских хрониках указывается, что он происходил из монастырских крестьян, а его сестра, славившаяся красотой, была введена в гарем Срей Соконтхора как наложница, что позволило и ему получить положение при дворе, чем он вскоре воспользовался для захвата власти. Сначала Най Кхан восстал против младшего сводного брата Срей Соконтхора, Анг Чана, победив его, вынудив бежать в тайское государство Аютия и став фактическим хозяином кхмерских земель к югу от Пномпеня. В 1508 году Най Кхан объявил себя единственным королём Камбоджи, приняв имя Парама Бупати и бросив тем самым вызов Срей Соконтхору, однако пока не обладал священными копьём и мечом, которые позволили бы ему получить признание в качестве монарха со стороны элиты и духовенства. Ему удалось овладеть ими в 1512 году, когда Срей Соконтхор был с немногочисленными сторонниками убит в форте, куда бежал от армии восставших.
Став монархом практически всех кхмерских земель, Най Кхан решил улучшить положение крестьян: снизил и частично отменил налоги, принял меры по улучшению ирригации, смягчил наказания за провинности и начал чеканить золотую и бронзовую монету. Тем временем Анг Чан, живший при дворе правителя Аютии, спустя восемь лет после изгнания добился от того помощи и с некоторыми силами смог возвратиться в Камбоджу, начав войну против Най Кхана. Его поддержали некоторые кхмерские феодалы, сторонники свергнутого и убитого Срей Соконтхора, и на собрании феодалов в Пурсате в 1516 году они провозгласили новым королём Анг Чана. Най Кхан несколько раз штурмовал Пурсат, но взять его не смог, Анг Чану же удалось взять Ангкор. Добившись некоторых успехов, Анг Чан заключил с Най Кханом перемирие (установив к тому времени контроль над рядом территорий) и использовал его, чтобы запастись огнестрельным оружием, которое покупал у начавших прибывать в те годы в Камбоджу португальцев. В скором времени война возобновилась и продолжалась до, по разным оценкам, 1526 или 1529 года; в конце концов силы Най Кхана были разбиты в битвах под Удонгом и Бабором, а сам он с остатками своих войск укрылся в крепости Самронг Прей Бокор около Ловека. После трёхмесячной осады крепость была взята, раненый Най Кхан был взят в плен и сразу же казнён по приказу Анг Чана, ставшего с того времени единственным правителем Камбоджи.